# Карамшоев, Додхудо
Додхудо́ Карамшо́евич Карамшо́ев (также Додхудо́ Карамшо́; 5 мая 1932, Баджув, Таджикская ССР — 21 января 2007) — советский и таджикистанский памировед, лингвист, общественный деятель и преподаватель. Доктор филологических наук.
Карамшоев стал одним из самых известных памироведов конца XX века. Он занимался документацией и изучением памирских языков Таджикистана, в частности, шугнанского языка, а также работал над стандартизацией письменности и изданием учебной литературы на них. Его важнейшими научными трудами являются грамматика баджувского диалекта шугнанского (1963) и трёхтомный шугнанско-русский словарь (1988—1999).

## Биография
Додхудо Карамшоев родился 5 мая 1932 года в селе Баджув Автономной Горно-Бадахшанской области Таджикской ССР. Его отец Карамшо во время Второй мировой войны был мобилизован в строительные войска и погиб. Додхудо окончил семиклассную школу в родном селе, а затем в 1947—1950 годы учился на заочном отделении Хорогского педагогического училища и одновременно работал секретарём в своей школе в Баджуве. В 1948—1952 годы он также работал учителем начальных классов в этой школе. Затем Карамшоев поступил в Сталинабадский государственный педагогический университет и через четыре года получил диплом с отличием по специальности учителя таджикского языка и литературы.
В 1957 году он поступил в аспирантуру Кафедры иранской филологии Ленинградского университета. Там Карамшоев познакомился и работал с известными советскими иранистами — Валентиной Соколовой, которая стала его научной руководительницей, и Иваном Зарубиным. Зарубин пригласил аспиранта работать у него дома, чтобы заниматься систематизацией и исправлением транскрипций и переводов его архива шугнанских текстов. Зимой 1957 и 1958 годов Карамшоев по воскресеньям работал дома у Зарубина и, по собственным воспоминаниям, жена учёного, Татьяна, «приняла его как сводного сына». Под его руководством Карамшоев перевёл на русский собранные Зарубиным в 1933—1935-х годах шугнанские сказки. Впоследствии они были отредактированы лингвистом Александром Грюнбергом-Цветиновичем и изданы в сборнике «Сказки народов Памира» в 1976 году. Карамшоев также написал к этому изданию предисловие о памирских народах. Также Карамшоев редактировал «Шугнанские тексты и словарь», написанные Зарубиным и подготовленные для издания Соколовой и другими иранистами.
В 1960 году Карамшоев окончил аспирантуру и три года работал младшим научным сотрудником в Институте языка и литературы имени А. Рудаки Академии наук Таджикской ССР, а затем ещё три года работал в статусе старшего научного сотрудника. В октябре 1963 года в Ленинградском отделении Института языкознания СССР Карамшоев защитил кандидатскую диссертацию «Баджувский диалект шугнанского языка», которая была в том же году издана в Душанбе в виде отдельной монографии. В 1967 году он основал в Институте языка и литературы имени А. Рудаки в Душанбе Сектор памирских языков, в 1974 году преобразованный в Отдел памироведения. Там он работал над сбором языкового материала памирских языков, созданием алфавита для записи текстов на этих языках и описанием языка. С 1966 по 1970 годы он также работал в Кулябском государственном пединституте на полставки.
В 1965—1975 годах он работал над словарём шугнанского, продолжая труд Зарубина. В 1976—1979 годы Карамшоев жил в Ленинграде, работая там над словарём и своей докторской диссертацией. Грюнберг-Цветинович помогал в подготовке словаря, став его ответственным редактором. «Шугнанско-русский словарь» был издан в трёх томах в 1989, 1991 и 1999 годах в Москве; в 2005 году также вышел указатель к нему, «Русско-шугнанский словарь». «Шугнанско-русский словарь» стал крупнейшим словарём шугнанского языка. По словам лингвиста Ивана Стеблина-Каменского, он является фундаментальным трудом по изучению шугнанской лексики и фразеологии. В словаре собрано огромное количество лексем, в том числе из диалектов шугнанского, приводится множество оригинальных примеров.
В 1980 году в Москве Карамшоев защитил докторскую диссертацию на тему «Категория рода в памирских языках (сравнительный анализ)» по специальности «Иранские языки». Стеблин-Каменский высоко оценил значение этой работы не только для иранистики, но и для изучения категории рода в лингвистике вообще. С 1987 по 1990 годы он преподавал в ТГУ имени Ленина в Душанбе. В 1989 году по его инициативе Отдел памироведения был перенесён в Хорог, столицу Горно-Бадахшанской автономной области, в которой проживает большая часть представителей памирских народов Таджикистана. В 1991 году Отдел был переформирован в Научно-исследовательский институт Академии наук Таджикистана в ГБАО и начал заниматься не только вопросами языков и литературы, но и историей, этнографией, геологией региона и другими сферами.
В 1991 году Карамшоев опубликовал в шугнанских газетах серию статей «Алифбои шарҳномаи муваққатии шуғнонӣ» (с тадж. — «Шугнанский объяснительный временный алфавит»), в которых предлагал свои идеи разработки кириллического шугнанского алфавита, в частности, высказал идею об использовании буквы Ъ в диграфах. В 1992 году он также издал буклет «Алифбои фаврии забонҳои помирӣ бо намунаҳои адабӣ» (с тадж. — «Временные алфавиты памирских языков с поэтическими образцами»), в котором представил свои разработки алфавитов для бартангского, ваханского, ишкашимского, рушанского, хуфского, шугнанского и язгулямского языков. В 1992—1997 годах он преподавал в Хорогском государственном университете. В 1993 году Карамшоев покинул пост руководителя Отдела памироведения Института языкознания. В 1996 году вместе с Мукбилшо Аламшоевым он выпустил букварь шугнанского языка для первого класса «Хуг̌ну̊нӣ зив̌ алифбо. Алифбои шуғнонӣ дар қиёси тоҷикӣ. Китоби дарсӣ» (с тадж. — «Шугнанский алфавит на основе таджикского. Книга для изучения»). С 2004 года Карамшоев преподавал в Российско-таджикском (славянском) университете.

## Влияние
В статье, посвящённой памяти Карамшоева, лингвист Иван Стеблин-Каменский подчёркивает большое влияние его научной и общественной деятельности. Работы Карамшоева внесли значимый вклад в исследования памирских языков. Он стал основателем центров памироведения в Хороге и Душанбе; под его руководством учились и работали многие видные учёные как в Таджикистане, так и в России; он принимал участие в редактуре многих чужих памироведческих трудов. Карамшоев написал более 300 публикаций и более двадцати раз становился оппонентом на защитах диссертаций. Кроме того, он занимался историей памироведения и опубликовал несколько книг, посвящённых этой теме.
Карамшоев принимал участие в разработке Закона о языке Республики Таджикистан, который закрепил право памирских народов на развитие своих языков. Он занимался вопросом появления современной шугнанской письменности и выпускал учебные материалы для детей.

## Семья
Мать Карамшоева звали Зайнаб Ахмадова. У Додхудо было три сестры, Дилшод, Чилла и Халво, и брат Джур. В 1965 году Карамшоев женился на Рухзоре, уроженке Баджува. У них родилось пятеро детей (Бадри, Матлуба, Навруз, Сайёра, Фахри).

## Награды и звания
В 1996 году Карамшоев был удостоен звания Заслуженного деятеля науки и техники Республики Таджикистан. В тот же год он также стал лауреатом Премии Мавлави.

## Основные труды
- Карамшоев Д. К. Баджувский диалект шугнанского языка. — Душанбе: Академия наук Таджикской ССР, 1963.
- Дастури ҷамъоварии материалҳои забонҳои помирӣ ва фольклор (тадж.) / Х. Курбонов, Н. Шакармамадов, Д. Карамшоев. — Душанбе: Дониш, 1975.
- Карамшоев Д. К. Категория рода в памирских языках (шугнано-рушанская группа) / В. А. Лившиц, И. М. Стеблин-Каменский. — Душанбе: Дониш, 1978.
- Карамшоев Д. К. Категория рода в памирских языках (сравнительный анализ). — Москва, 1979. — 372 с.
- Карамшоев Д. К. Шугнанско-русский словарь / А. Л. Грюнберг. — М.: Восточная литература; Наука, 1988; 1991; 1999.
- Карамшоев Д., Аламшоев М. Хуг̌ну̊нӣ зив̌ алифбо. Алифбои шуғнонӣ дар қиёси тоҷикӣ. Китоби дарсӣ (тадж.). — Душанбе: Маориф, 1996.

### Статьи
- Карамшоев Д. Новое в памирской филологии // Вопросы языкознания. — 1977. — № 1.
- Карамшоев Д. Назаре ба ашъори маҳаллизабони шоирони Бадахшон (тадж.) // Вопросы памирской филологии. — Душанбе: Дониш, 1985. — Ҷ. 3.
- Карамшоев Д. Об алфавите // Памир. — 1990. — № 5.
- Карамшоев Д. Алифбои фаврии забонҳои помирӣ бо намунаҳои адабӣ (тадж.). — Хорог, 1992.